# Stensjön, Jönköpings kommun
Stensjön är en sjö mellan Tenhult, Lekeryd och Öggestorp i Jönköpings kommun och ingår i Motala ströms huvudavrinningsområde. Huskvarnaån rinner genom sjön. Tovrida udde ligger vid sjöns norra strand. Vid provfiske har bland annat abborre, braxen, gers och gädda fångats i sjön.

## Fisk
Vid provfiske har följande fisk fångats i sjön:
- Abborre
- Braxen
- Gärs
- Gädda
- Gös
- Mört
- Sarv
- Siklöja
- Sutare